# Mounet-Sully
Jean-Sully Mounet, dit Mounet-Sully, né le 27 février 1841 à Bergerac et mort le 1er mars 1916 à Paris 5e, est un acteur français de théâtre et de cinéma, sociétaire de la Comédie-Française.

## Biographie
Issu d'une famille bourgeoise protestante du Béarnais, qui le destinait à devenir avocat, il préfère suivre sa vocation et devenir acteur. Son frère est Paul Mounet, acteur, professeur d'art dramatique et sociétaire de la Comédie-Française. Après un an d'études au Conservatoire de Paris, il débute à l'Odéon en 1868, où il n'a que de petits rôles.
Lors de la guerre de 1870, il est affecté comme lieutenant de mobiles en Dordogne. De retour à Paris, l'Odéon lui ferme ses portes. Grâce à l'appui de son ancien maître au Conservatoire, il entre alors à la Comédie-Française. Il y débute le 4 juillet 1872 dans le rôle d'Oreste. Le public l'applaudit, mais la critique reste réservée, lui reprochant son jeu trop peu conventionnel. Servi par une stature imposante, des gestes harmonieux et une belle voix, il va néanmoins s'imposer comme un des tragédiens les plus renommés de son temps. Ayant une haute idée de son art, il renouvelle un art qui n'avait pas connu un tel bouleversement depuis Talma. À l'encontre de Diderot et de son Paradoxe sur le comédien, Mounet-Sully pense en effet que l'acteur doit abandonner sa personnalité en montant sur scène, pour se laisser entièrement absorber par son rôle.
Nommé 297e sociétaire dès 1874, il joue les grands rôles du répertoire : Rodrigue dans Le Cid, Néron dans Britannicus, Hippolyte dans Phèdre, Orosmane dans Zaïre, Hernani en 1877 (avec Sarah Bernhardt), atteignant son apogée en 1881 dans Œdipe roi, joué au Théâtre-Français à Paris, repris en 1888 au théâtre antique d'Orange.
En 1882, des soucis familiaux et une maladie des yeux le tiennent quelque temps éloigné de la scène. En 1885, il met en scène une version plus moderne de Britannicus qui emporte l'adhésion du public. Il joue Néron, Marguerite Durand est Junie, Albert Lambert Britannicus. En 1886, il connaît un nouveau triomphe dans le rôle d'Hamlet. Il tient ensuite de nombreux rôles, aussi bien dans le répertoire classique que moderne.

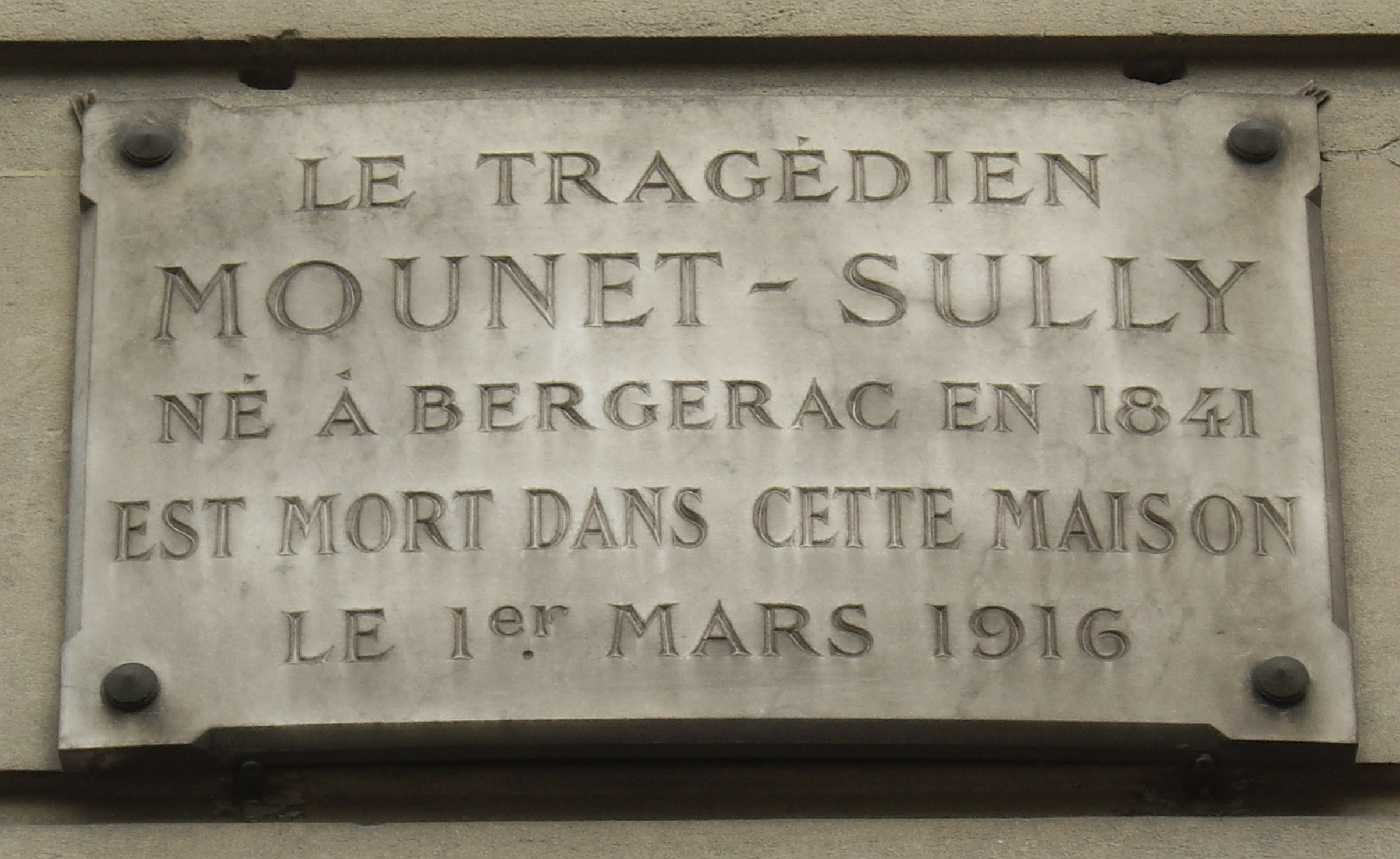
Plaque commémorative au no 1 rue Gay-Lussac (Paris 5e), où il meurt.

En 1894, devenu doyen, après le départ d'Edmond Got, il fonde, avec Émilie Lerou les Chorégies d’Orange, avec la représentation d’Antigone de Sophocle adapté par Paul Meurice et Auguste Vacquerie.
En 1908, il inaugure une carrière cinématographique, avec notamment le Baiser de Judas d'Armand Bour et André Calmettes, Andromaque, l’année suivante, La scène des fossoyeurs d’Hamlet de Calmette, La Légende d'Œdipe-roi de Gaston Roudès, en 1912.
En 1914, lorsque la guerre éclate, son statut le conduit à défendre les intérêts de la Comédie-Française alors qu'une partie de la troupe est mobilisée, et qu'il devient difficile de jouer. Bien qu'âgé de plus de soixante-dix ans, il joue lui-même encore de temps à autre. Ainsi, en avril 1915, on le voit dans un des rôles qui avait le plus contribué à son succès des années auparavant, celui de Polyeucte. C'est sa dernière apparition.
Il est également l'auteur d'une pièce en cinq actes, La Buveuse de larmes, et de deux pièces en vers : Gygès et La Vieillesse de Don Juan.
Amant de Sarah Bernhardt, Mounet-Sully a été le compagnon de la comédienne Jeanne Rémy dont il a eu une fille qui deviendra elle aussi sociétaire sous le nom de Jeanne Sully.
À l’issue d’obsèques à l’Oratoire du Louvre, il a été inhumé au cimetière du Montparnasse. Une rue de sa ville natale de Bergerac porte son nom.

## Théâtre

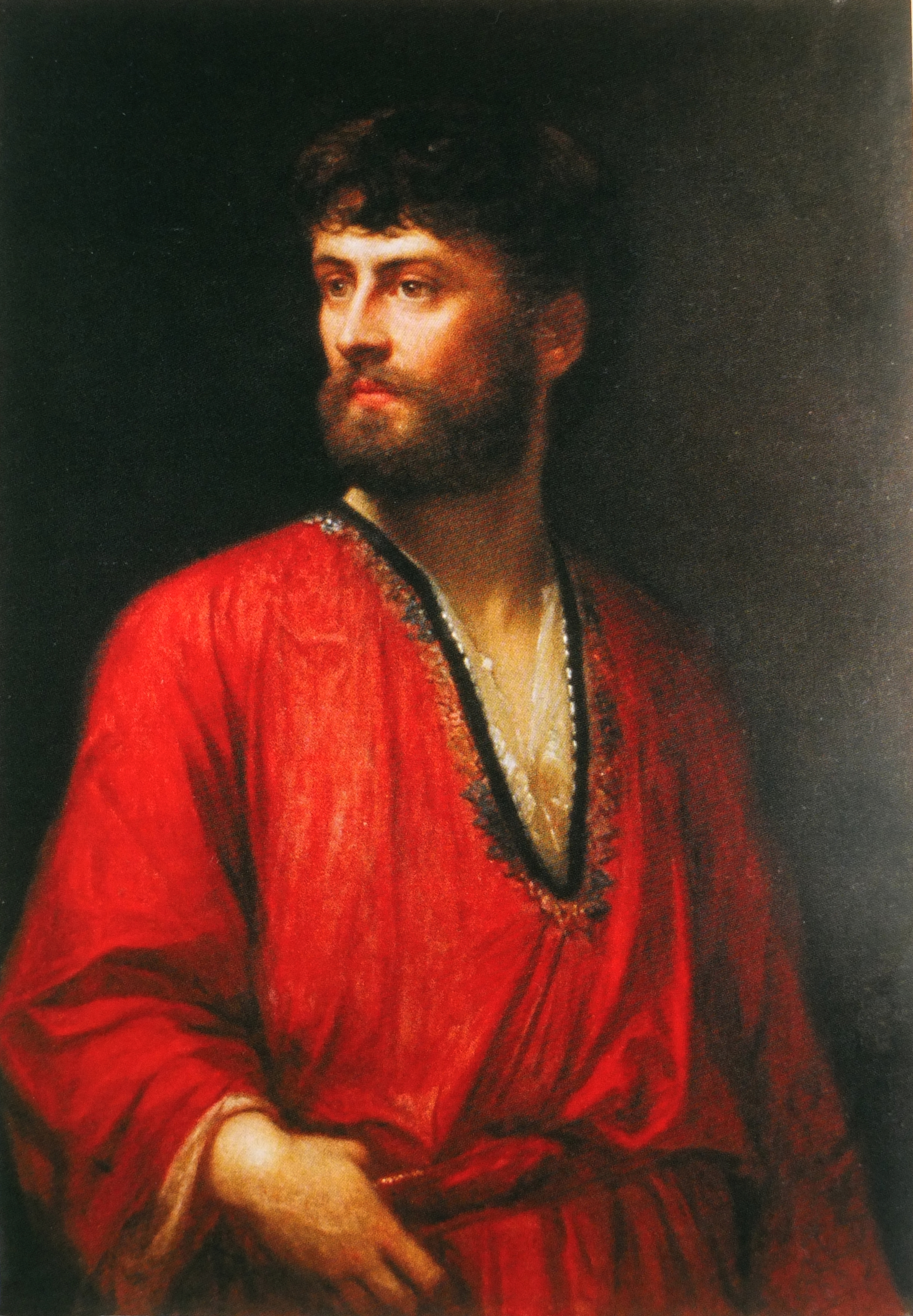
Portrait peint en 1875 par Charles Landelle, musée des Pêcheries, Fécamp.

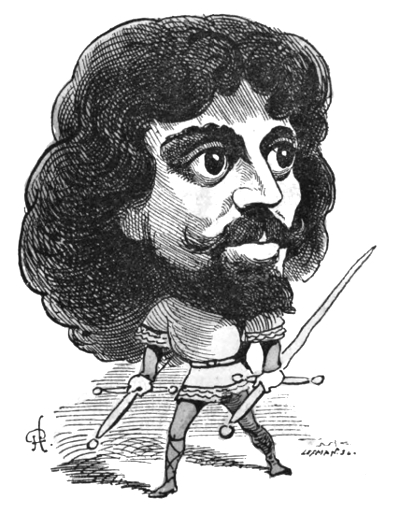
Portrait charge de Mounet-Sully paru dans Le Trombinoscope de Toutchatout en 1875.

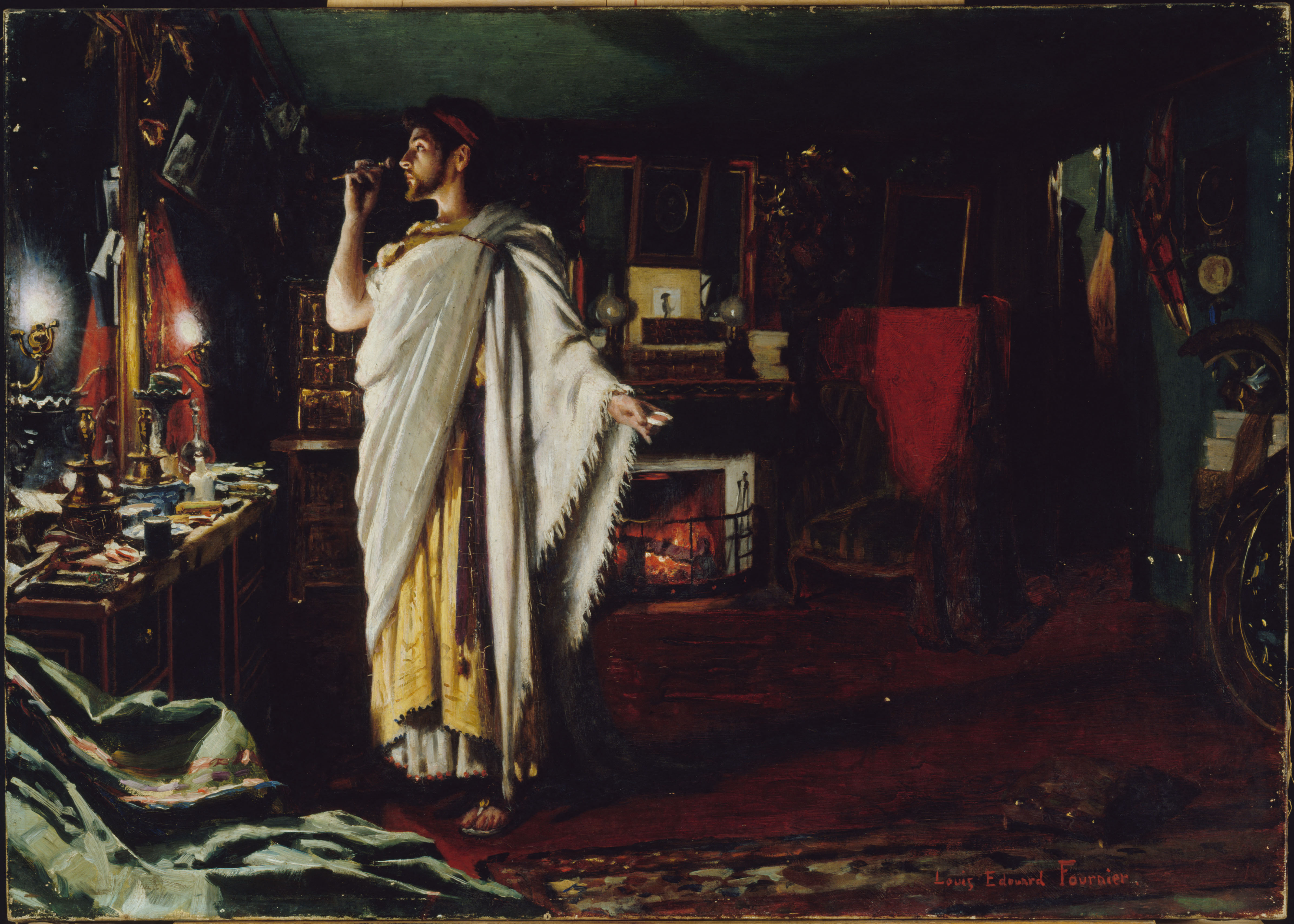
Louis Édouard Fournier : Mounet-Sully se maquillant dans sa loge avant une représentation d'Œdipe roi (1893), huile sur toile, musée Carnavalet.

- 1869 : Le Bâtard d'Alfred Touroude, théâtre de l'Odéon
- 1872 : Andromaque de Jean Racine, mise en scène Émile Perrin, Comédie-Française : Oreste
- 1872 : Britannicus de Jean Racine : Néron
- 1873 : Marion de Lorme de Victor Hugo : Didier
- 1873 : Phèdre de Jean Racine : Hippolyte
- 1873 : Jean de Thommeray d'Émile Augier et Jules Sandeau : Jean
- 1874 : Zaïre de Voltaire : Orosmane
- 1875 : La Fille de Roland de Henri de Bornier : Gérald
- 1875 : Zaïre de Voltaire : Orosmane
- 1876 : Rome vaincue d'Alexandre Parodi : Vestaepor
- 1877 : Hernani de Victor Hugo : Hernani
- 1877 : Andromaque de Jean Racine : Oreste
- 1879 : Mithridate de Jean Racine : Xipharès
- 1879 : Ruy Blas de Victor Hugo : Ruy Blas
- 1880 : Garin de Paul Delair : Garin
- 1880 : Iphigénie de Jean Racine : Achille
- 1881 : Œdipe roi de Sophocle : Œdipe
- 1882 : Le roi s'amuse de Victor Hugo : François Ier
- 1884 : Polyeucte de Pierre Corneille : Polyeucte
- 1885 : Le Cid de Pierre Corneille : Don Rodrigue
- 1885 : Britannicus de Jean Racine : Néron
- 1886 : Hamlet, prince de Danemark d'après William Shakespeare : Hamlet
- 1889 : Henri III et sa cour d'Alexandre Dumas : Saint-Mégrin
- 1892 : Athalie de Jean Racine : Joad
- 1892 : Par le glaive de Jean Richepin : Pietro Strada
- 1893 : Antigone de Sophocle adaptation de Paul Meurice et d'Auguste Vacquerie : Créon
- 1893 : Les Phéniciennes de Georges Rivollet d'après Euripide : Œdipe
- 1893 : Bérénice de Jean Racine
- 1895 : Le Fils de l'Arétin de Henri de Bornier : L'Arétin
- 1897 : La Grève des forgerons, monologue de François Coppée
- 1898 : La Martyre de Jean Richepin : Johannès
- 1899 : Othello de William Shakespeare, adaptation de Jean Aicard : Othello
- 1901 : Œdipe roi de Sophocle : Œdipe
- 1901 : Andromaque de Racine : Oreste
- 1902 : Les Burgraves de Victor Hugo : Job
- 1902 : Ruy Blas de Victor Hugo : Ruy Blas
- 1903 : Les Phéniciennes de Georges Rivollet d'après Euripide : Œdipe
- 1904 : Hamlet de William Shakespeare, adaptation d'Alexandre Dumas et de Paul Meurice : Hamlet
- 1905 : Andromaque de Racine : Oreste
- 1905 : Marion de Lorme de Victor Hugo
- 1905 : Le Réveil de Paul Hervieu : le prince Grégoire
- 1906 : La Vieillesse de Don Juan de Pierre Barbier et Mounet-Sully : Don Juan
- 1907 : Polyeucte de Corneille : Polyeucte
- 1907 : Marion de Lorme de Victor Hugo : Louis XIII
- 1909 : Athalie de Jean Racine, mise en scène Mounet-Sully : Joad
- 1910 : Les Érinnyes de Leconte de Lisle Agamemnon
- 1910 : Le Misanthrope de Molière : Alceste
- 1914 : Amphitryon de Molière : Jupiter
- 1914 : Sophonisbe d'Alfred Poizat : Syphax
- Fais ce que dois de François Coppée
- Frédégonde d'Albert Dubout
- Horace de Pierre Corneille

- La Nuit de Mai d'Alfred de Musset
- La Nuit d'Octobre d'Alfred de Musset

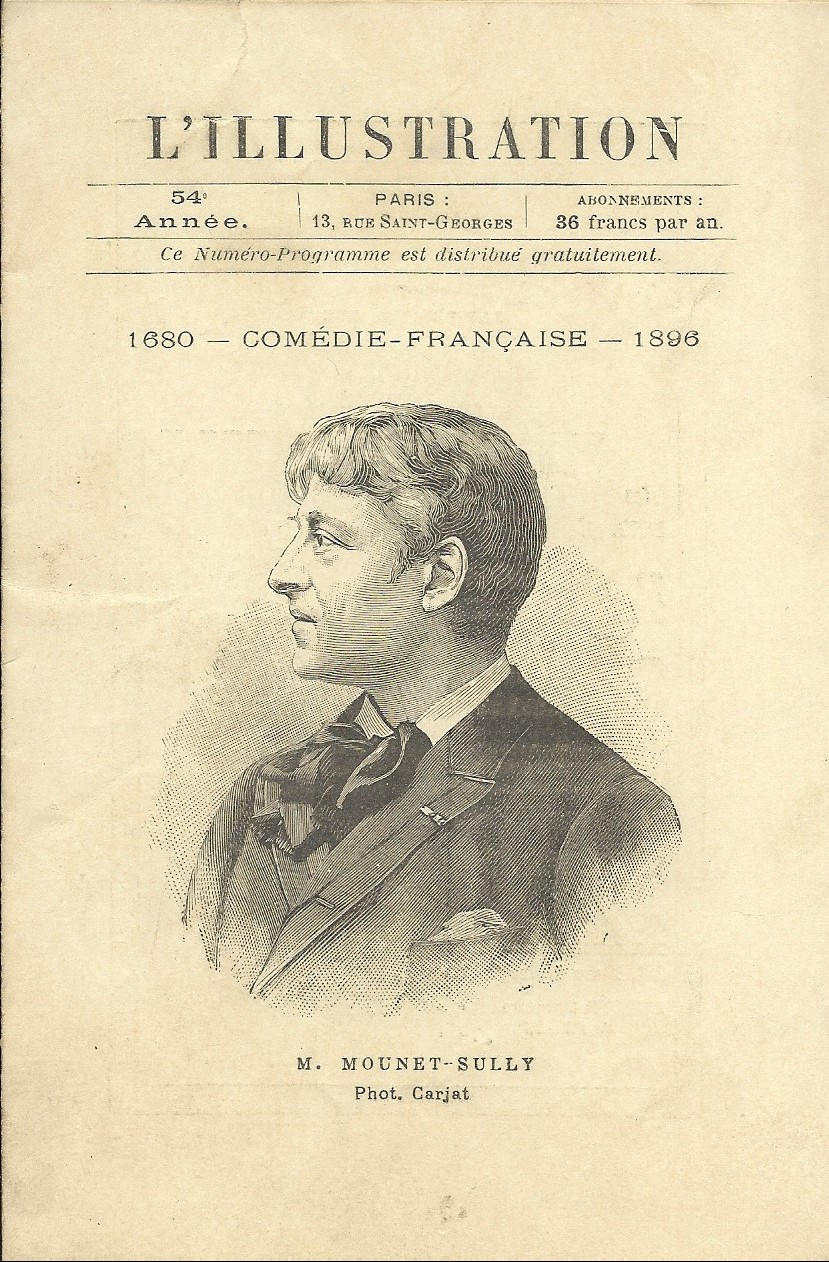
M. Mounet-Sully de la Comédie-Française.

- Macbeth de Shakespeare adaptation de Jean Richepin
- Patrie de Victorien Sardou
- Un caprice d'Alfred de Musset
- Une Famille au temps de Luther de Casimir Delavigne

## Filmographie
- 1908 : Le Baiser de Judas d'Armand Bour et André Calmettes.
- 1908 : Britannicus d'André Calmettes
- 1909 : Andromaque (Une scène d’Andromaque à la Comédie-Française - Acte V, Scène 3) d'André Calmettes.
- 1909 : Hamlet (La scène des fossoyeurs) d'André Calmettes.
- 1912 : Œdipe-roi (La Légende d'Œdipe) de Gaston Roudès (Société des films Eclipse).

## Publications
- La Vieillesse de Don Juan, pièce en trois actes (en collaboration avec Pierre Barbier), Paris, Eugène Fasquelle, 1906, 204 p.
- Souvenirs d'un tragédien, Paris, Editions Pierre Lafitte, 1917, 258 p.

## Postérité

### Odonymie
- Rue Mounet-Sully dans le 20e arrondissement de Paris (située face au Square Sarah-Bernhardt).
- Rue Mounet-Sully à Bergerac.
- Rue Mounet-Sully à Nantes.
- Rue Mounet-Sully à Limoges.
- Rue Mounet-Sully à Franconville dans le Val-d'Oise.
- Place des frères Mounet à Orange dans le Vaucluse sur le lieu même où se trouve le Théâtre antique.

### Plaques commémoratives
- Une plaque indiquant que « Mounet-Sully et son frère Paul Mounet sont nés dans cette maison » est apposée sur la façade du 8 rue Mounet-Sully à Bergerac (anciennement Rue Bellegarde jusqu'en 1920[12])
- Sur la façade du 1 rue Gay-Lussac dans le 5e arrondissement de Paris une plaque indique que « Le tragédien Mounet-Sully né à Bergerac en 1841 est mort dans cette maison le 1er mars 1916 ».

### Bâtiments et lieux publics
- Une école élémentaire porte le nom de Mounet-Sully à Saint-Astier en Dordogne[13]. Un grand médaillon en bronze par la sculptrice et médailleuse française Josette Hébert-Coëffin représentant Mounet-Sully dans son rôle d'Œdipe roi est fixé sur la façade dans la cour de l'école.
- La Comédie-Française abrite sur son mur de façade sous les arcades de la rue de Montpensier, un grand médaillon en marbre sculpté de Mounet-Sully dans Œdipe œuvre de Daniel-Joseph Bacqué[14].
- Un monument à la mémoire de Mounet-Sully et de son frère Paul Mounet se trouve dans le parc du Square Jean Jaurès à Bergerac. Les deux médaillons figurant les artistes qui se font face sont un travail du sculpteur modeleur Jean Varoqueaux[15].
- La voûte de la coupole du dôme de la grande salle de l'Opéra de Vichy décorée par l'artiste polonais Léon Rudnicki est ornée de nombreux visages d'artistes dont ceux, entre autres, de Sarah Bernhardt et de Mounet-Sully[16].
- Les façades de style Art nouveau de la Maison des comédiens de Couilly-Pont-aux-Dames en Seine-et-Marne (maison de retraite pour artistes dramatiques construite en 1903 par le comédien Constant Coquelin[17]) sont ornées de médaillons en mosaïque bleue et or à l'effigie de nombreux grands comédiens dont Mounet-Sully et Sarah Bernhardt.
- Une fresque en trompe-l’œil de grande dimension représentant à leur fenêtre Mounet-Sully et l'architecte Paul Abadie a été réalisée en 2015 sur la façade extérieure d'un immeuble au coin de la place Gambetta à Bergerac par l'artiste peintre de Périgueux Christophe Boucher[18].
- Une "galerie" de grands portraits rendant hommage "Aux Bergeracois Illustres" a été inaugurée à Bergerac en 2017. Réalisée en trompe-l'œil tout le long du mur d'enceinte d'un parking situé entre les rues Candillac et Duguesclin, elle figure les portraits encadrés des célébrités locales dont Mounet-Sully dans une reproduction du tableau peint par Albéric Dupuy, tableau qui fait partie des collections de la ville et qui se trouve exposé au Musée du tabac de Bergerac. Depuis la réalisation de cette galerie de portraits, le parking du Pontet s’est vu communément renommé "Parking des Illustres".

### Statuaire
- À la Comédie-Française, un buste de grand format en bronze à patine brune de Mounet-Sully par le sculpteur français Lucien Pallez accueille le public à l'entrée du péristyle. Une version de ce buste en tous points identiques (mêmes dimensions H. 0,95m) mais en plâtre à patine claire se trouve exposée au Musée du Tabac à Bergerac[19].
- Un important groupe relié en plâtre d'une hauteur de 2,35 mètres du sculpteur français Théodore Rivière intitulé Œdipe et l'exode représente l'acteur dans le rôle d'Œdipe accompagné de ses filles Ismène et Antigone après qu'il s'est crevé les yeux. L'Œuvre se trouve exposée au Musée des Augustins à Toulouse[20].

### Philatélie
- En 1976, pour le 60e anniversaire de sa disparition, la Poste émet un timbre à son effigie, dont la réalisation a été confiée à l'artiste peintre René Dessirier, qui le représente dans son rôle d'Hamlet.